# Stoke sub Hamdon
Stoke sub Hamdon is een civil parish in het bestuurlijke gebied South Somerset, in het Engelse graafschap Somerset met 1968 inwoners.